# Pararothia camilla
Pararothia camilla är en fjärilsart som beskrevs av Charles Oberthür 1923. Pararothia camilla ingår i släktet Pararothia och familjen nattflyn. Inga underarter finns listade i Catalogue of Life.